# Політичне консультування
Політичне консультування, політичний консалтинг — одна зі сфер застосування технологій зв'язків з громадськістю, що полягає у наданні професійної допомоги політикам-практикам у вирішенні ними певних політичних завдань.
Політичний консультант (англ. political consultant) — спеціаліст з консалтингу в політичних питаннях, політичний консультант.